# Orr Glacier
Orr Glacier är en glaciär i Antarktis. Den ligger i Östantarktis. Nya Zeeland gör anspråk på området. Orr Glacier ligger 909 meter över havet.
Terrängen runt Orr Glacier är varierad. Trakten är obefolkad. Det finns inga samhällen i närheten. 